# Little Homer Falls
Die Little Homer Falls sind ein Wasserfall im Fiordland-Nationalpark auf der Südinsel Neuseelands. Er liegt im Lauf eines namenlosen Bachs, der einige Kilometer nördlich der Hidden Falls in westlicher Fließrichtung in den Hollyford River/Whakatipu Kā Tuka mündet. Seine Fallhöhe beträgt 60 Meter.
Der Wasserfall befindet sich direkt am Hollyford Track und ist über diesen vom Ende der Hollyford Road in einer etwa 3½-stündigen Wanderung erreichbar.